# Cégep André-Laurendeau
Le Cégep André-Laurendeau est un collège d'enseignement général et professionnel public situé à Montréal, dans l'arrondissement LaSalle. Il a été nommé en l'honneur d'André Laurendeau; un romancier, dramaturge, essayiste, journaliste et homme politique québécois qui a été notamment directeur du quotidien Le Devoir et coprésident de la commission Laurendeau-Dunton. 
Le Cégep André-Laurendeau est le seul collège public dans la grande région de Montréal à offrir le programme du Baccalauréat international (B.I.).
Il regroupe deux centres de transfert de technologie qui offrent des services de recherche et développement, de soutien technique ainsi que de la formation aux entreprises : 
- Institut international de logistique de Montréal[2]

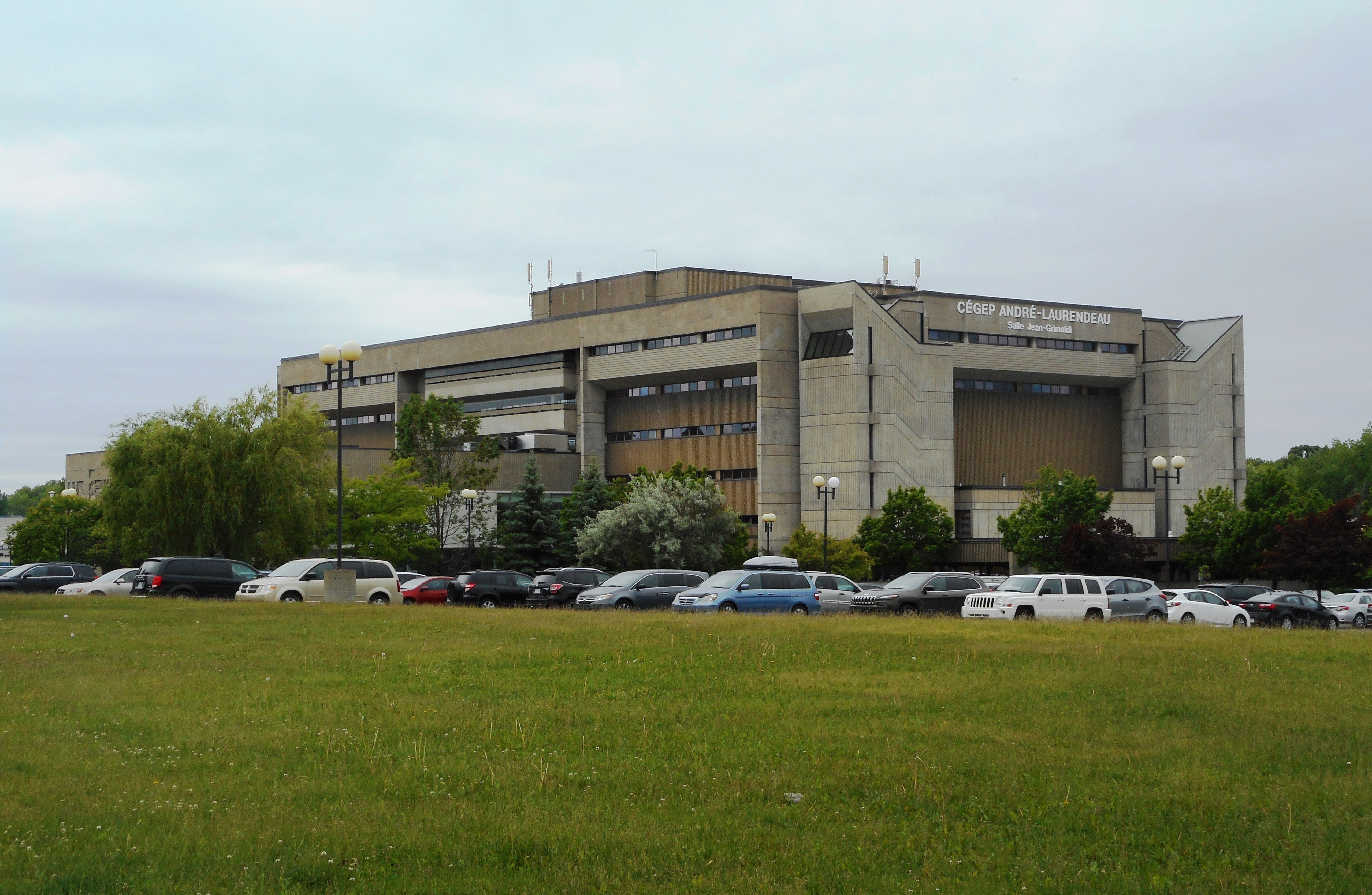
Vue de la rue Lapierre

- Optech[3]

## Historique
Début 1968, pour faire suite aux recommandations du Rapport Parent, un professeur de LaSalle entreprend de doter le Sud-Ouest de Montréal et une partie de la Rive-Sud d'un cégep. Il lance un appel aux forces vives du milieu, commissions scolaires, clubs sociaux, parents, gens d'affaires et à la Chambre de commerce de LaSalle. Un comité d'implantation voit le jour à l'automne 1968 et ses travaux conduisent à la création du Cégep André-Laurendeau en 1969. 
À la session d'automne 1973, il accueille un premier groupe de 409 étudiants dans une ancienne école de Pointe-Saint-Charles. Finalement, à la fin de l'été 1976, le cégep ouvre les portes de ses nouveaux locaux au 1111, rue Lapierre, à Ville LaSalle.

## Campus
Services à la communauté :
- Le Théâtre Desjardins[5]
- Le Centre d'activité physique du collège (CAPCAL)
- Le complexe aquatique Michel-Leduc (Aquadôme), centre aquatique familial, en collaboration avec l'arrondissement LaSalle
- Le Vertical, centre d'escalade intérieur

Un autre lieu de formation est situé sur le campus, le Centre intégré de mécanique, métallurgie et électricité (CIMME) en collaboration avec la Commission scolaire Marguerite-Bourgeoys.

## Programmes d'études
Le programme Tremplin DEC.
Programmes techniques :
- Gestion de commerces
- Soins infirmiers
- Soins infirmiers pour infirmières auxiliaires
- Techniques d’éducation à l’enfance
- Techniques de bureautique
- Techniques de comptabilité et de gestion
- Techniques de l'informatique
- Techniques de la logistique du transport
- Technologie de l'architecture
- Technologie de l'électronique industrielle
- Technologie du génie civil
- Technologie de l’estimation et de l’évaluation en bâtiment
- Technologie du génie physique

Programmes préuniversitaires :
- Arts, lettres et communication Option arts • Profil photographie et design graphiques
- Arts, lettres et communication Option cinéma
- Arts, lettres et communication Option médias • Profil journalisme multimédia
- Arts, lettres et communication Option médias • Profil médias interactifs
- Arts, lettres et communication Option langues • Profil trilinguisme et cultures
- Baccalauréat international en Sciences de la nature
- Sciences de la nature - profil Sciences de la santé
- Sciences de la nature - profil Sciences pures et appliquées
- Baccalauréat international en Sciences humaines
- Sciences humaines - profil Mathématiques
- Sciences humaines - profil Administration
- Sciences humaines - profil Individu
- Sciences humaines - profil Société et monde

Les programmes de formation continue comptent des attestations d'études collégiales (AEC), des DEC, du perfectionnement et des cours non crédités. Chef de file dans le domaine de la logistique et du transport, la Formation continue du Cégep André-Laurendeau se démarque également dans plusieurs domaines dont le génie, l’administration et les technologies de l’information.

## Vie étudiante
L'activité socioculturelle au Cégep inclut une troupe de théâtre (Petit Théâtre du Splendide), des équipes d'improvisation (Le Roc, La Garnotte) et des équipes sportives (Le Boomerang).

## Théâtre Desjardins
Intégré au Cégep André-Laurendeau, le Théâtre Desjardins compte une salle de 811 places. Il présente chaque année des dizaines de spectacles variés, et accueille les plus grandes vedettes de la scène artistique québécoise.

## Enseignants reconnus
- Jean-François Belzile, enseignant en philosophie, écrivain et fondateur de la Ligue nationale d'argumentation
- André Lamoureux, enseignant retraité en science politique, politologue et collaborateur du Huffington Post Québec
- Alain Therrien, enseignant en économie et député provincial
- Yolande Villemaire, enseignante retraitée en littérature, romancière et poétesse
- Franz Schürch, enseignant en philosophie, écrivain et poète